# Cosmosoma exomelan
Cosmosoma exomelan är en fjärilsart som beskrevs av Hans Zerny 1912. Cosmosoma exomelan ingår i släktet Cosmosoma och familjen björnspinnare. Inga underarter finns listade i Catalogue of Life.